# Vườn quốc gia biển Nam Patagonia
Vườn quốc gia biển và bờ biển Nam Patagonia là một khu bảo tồn biển nằm ở phía bắc vịnh San Jorge, giữa mũi Dos Bahías và đảo Quintano, trong tỉnh Chubut, Argentina.
Được thành lập vào ngày 3 tháng 12 năm 2008 sau khi Quốc hội phê duyệt Luật số 26.446. Vườn quốc gia này bảo tồn, quản lý và sử dụng hợp lý tài nguyên biển và môi trường sống trên cạn của một số loài. Nó được chia thành hai khu vực quản lý, một là thuộc trách nhiệm của Cục Quản lý Vườn quốc gia, và phần còn lại là trách nhiệm của chính quyền tỉnh Chubut, bao gồm cả Khu dự trữ động vật hoang dã tỉnh Mũi Dos Bahías. Với diện tích 132.124 ha, nó trải dài trên khu vực bờ biển dài 180 km, bao gồm các bãi biển, bãi đá ngầm và 42 hòn đảo, đảo đá.
Vườn quốc gia là nhà của  16 loài chim biển như Hải âu Olrog, Vịt guồng Chubut, Chim cánh cụt Magellan, Cốc hoàng đế, Mòng biển Olrog, Cốc Magellan, Hải âu lớn phương nam..cùng một số loài động vật có vú biển là sư tử biển, hải cẩu lông thú Nam Mỹ, cá voi, cá heo và cá hổ kình